# Oryxana subacuta
Oryxana subacuta är en insektsart som först beskrevs av Walker 1870.  Oryxana subacuta ingår i släktet Oryxana och familjen sköldstritar. Inga underarter finns listade i Catalogue of Life.